# Persone di nome Germán
| Questa pagina contiene informazioni ricavate automaticamente dalle voci biografiche con l'ausilio del template Bio e di un bot. L'aggiornamento è periodico e automatico e ricostruisce completamente la pagina. Se manca una persona in questa lista, sei pregato di non aggiungerla, ma accertati piuttosto che la sua voce biografica contenga il template Bio e che i dati anagrafici siano correttamente compilati. Se il template Bio manca, inseriscilo tu stesso o, in alternativa, metti l'avviso {{tmp\|Bio}} che ne segnala la mancanza. Se i dati riportati sono sbagliati, correggi direttamente la voce biografica; le modifiche saranno visibili in questa lista entro pochi giorni. Per chiarimenti vedi il progetto antroponimi. La lista contiene solo le 62 persone che sono citate nell'enciclopedia e per le quali è stato implementato correttamente il template Bio. Pagina aggiornata al 16 ott 2024. |

Questa è una lista di persone presenti nell'enciclopedia che hanno il prenome Germán, suddivise per attività principale.

## Allenatori di calcio(4)
- Germán Burgos, allenatore di calcio e ex calciatore argentino (Mar del Plata, n. 1969)
- Germán Dévora, allenatore di calcio e ex calciatore spagnolo (Las Palmas de Gran Canaria, n. 1943)
- Germán Lux, allenatore di calcio e ex calciatore argentino (Carcarañá, n. 1982)
- Germán Rivarola, allenatore di calcio e ex calciatore argentino (Santa Eufemia, n. 1979)

## Allenatori di pallacanestro(1)
- Germán Sciutto, allenatore di pallacanestro e ex cestista argentino (Marcos Juárez, n. 1978)

## Architetti(1)
- Germán Frers, architetto e velista argentino (Buenos Aires, n. 1941)

## Artisti(1)
- Germán Cueto, artista messicano (Città del Messico, n. 1883 - Città del Messico, † 1975)

## Astisti(1)
- Germán Chiaraviglio, astista argentino (Santa Fe, n. 1987)

## Attori(4)
- Germán Alcarazu, attore spagnolo (Bilbao, n. 1997)
- Germán Valdés, attore, cantante e comico messicano (Città del Messico, n. 1915 - Città del Messico, † 1973)
- Germán Cobos, attore spagnolo (Siviglia, n. 1927 - Almuñécar, † 2015)
- Germán Moreno, attore, comico e personaggio televisivo filippino (Santa Cruz, n. 1933 - Quezon City, † 2016)

## Calciatori(33)
- Germán Aceros, calciatore colombiano (Bucaramanga, n. 1938 - Floridablanca, † 2018)
- Germán Antonioli, calciatore uruguaiano (Montevideo, n. 1910)
- Germán Barrios, calciatore uruguaiano (Montevideo, n. 2004)
- Germán Basualdo, ex calciatore argentino (Buenos Aires, n. 1984)
- Germán Berterame, calciatore argentino (Villa María, n. 1998)
- Germán Cano, calciatore argentino (Posadas, n. 1988)
- Germán Carty, ex calciatore peruviano (San Vicente de Cañete, n. 1968)
- Germán Chavarría, ex calciatore costaricano (San José, n. 1958)
- Germán Conti, calciatore argentino (Santa Fe, n. 1994)
- Germán Denis, ex calciatore argentino (Lomas de Zamora, n. 1981)
- Germán Ferreyra, calciatore argentino (González Catán, n. 1996)
- Germán Guiffrey, calciatore argentino (Concordia, n. 1997)
- Germán Gutiérrez, calciatore colombiano (Barranquilla, n. 1990)
- Germán Gómez, calciatore e allenatore di calcio spagnolo (Santander, n. 1914 - Madrid, † 2004)
- Germán Herrera, ex calciatore argentino (Granadero Baigorria, n. 1983)
- Germán Andrés Herrera, calciatore argentino (Rosario, n. 1993)
- Germán Lanaro, ex calciatore argentino (Villa Regina, n. 1986)
- Germán Leguía, ex calciatore peruviano (Lima, n. 1954)
- Germán Lesman, calciatore argentino (Esperanza, n. 1990)
- Germán Mera, calciatore colombiano (Cali, n. 1990)
- Germán Pacheco, calciatore argentino (Buenos Aires, n. 1991)
- Germán Pezzella, calciatore argentino (Bahía Blanca, n. 1991)
- Germán Pinillos, ex calciatore peruviano (Callao, n. 1972)
- Germán Real, ex calciatore argentino (Rosario, n. 1976)
- Germán Rivero, calciatore argentino (Garín, n. 1992)
- Germán Rodríguez Rojas, calciatore argentino (Rafaela, n. 1990)
- Agustín Rodríguez, calciatore uruguaiano (Montevideo, n. 1998)
- Alexis Rolín, calciatore uruguaiano (Montevideo, n. 1989)
- Germán Ré, ex calciatore argentino (Villa Gobernador Gálvez, n. 1981)
- Germán Sánchez Barahona, calciatore spagnolo (San Fernando, n. 1986)
- Germán Valera, calciatore spagnolo (Murcia, n. 2002)
- Germán Villa, ex calciatore messicano (Città del Messico, n. 1973)
- Germán Voboril, ex calciatore argentino (Lanús, n. 1987)

## Cestisti(3)
- Germán Filloy, ex cestista argentino (n. 1957)
- Germán Gabriel, ex cestista e allenatore di pallacanestro spagnolo (Caracas, n. 1980)
- Germán Scarone, ex cestista argentino (Buenos Aires, n. 1975)

## Ciclisti su strada(1)
- Germán Darío Gómez, ciclista su strada e pistard colombiano (Betulia, n. 2001)

## Dirigenti sportivi(1)
- Germán Nieto, dirigente sportivo e ex ciclista su strada spagnolo (Madrid, n. 1972)

## Giocatori di baseball(1)
- Germán Mesa, ex giocatore di baseball cubano (L'Avana, n. 1967)

## Giornalisti(2)
- Germán Arciniegas, giornalista e storico colombiano (Bogotà, n. 1900 - Bogotà, † 1999)
- Germán Santamaría, giornalista e scrittore colombiano (Líbano, n. 1950)

## Imprenditori(1)
- Germán Efromovich, imprenditore e manager boliviano (La Paz, n. 1950)

## Magistrati(1)
- Germán Riesco, magistrato, avvocato e politico cileno (Rancagua, n. 1854 - Santiago del Cile, † 1916)

## Pesisti(1)
- Germán Lauro, pesista e discobolo argentino (Trenque Lauquen, n. 1984)

## Pittori(1)
- Germán Álvarez Algeciras, pittore spagnolo (Jerez de la Frontera, n. 1848 - Jerez de la Frontera, † 1900)

## Poeti(1)
- Germán Pardo García, poeta colombiano (Ibagué, n. 1902 - Città del Messico, † 1991)

## Politici(1)
- Germán Suárez Flamerich, politico venezuelano (Caracas, n. 1907 - Caracas, † 1990)

## Scrittori(1)
- Germán García, scrittore e psicoanalista argentino (Junín, n. 1944 - Buenos Aires, † 2018)

## Tennisti(1)
- Germán Puentes, ex tennista spagnolo (Barcellona, n. 1972)

## Tuffatori(1)
- Germán Sánchez, tuffatore messicano (Guadalajara, n. 1992)